# (274) Philagoria
(274) Philagoria és un asteroide pertanyent al cinturó d'asteroides descobert el 3 d'abril de 1888 per Johann Palisa des de l'observatori de Viena, Àustria.
Està nomenat així per un club d'oci de Olomouc.